# Divergente (trilogia)
A Trilogia Divergente é uma série de livros para jovens, envolvendo romance, ficção científica e aventura escrita por Veronica Roth. A história é situada numa Chicago pós-apocalíptica distópica. A trilogia é composta por Divergente (2011), Insurgente (2012) e Convergente (2013). 
Na trilogia, a sociedade define seus cidadãos por sua filiação social e personalidade - apresentando cinco facções diferentes - que eliminam qualquer cidadão que possa exercer seu livre arbítrio ou ameaça de alguma forma a segurança da população. Beatrice Prior, que mais tarde muda seu nome para Tris, é uma jovem nascida na Abnegação que se transfere para a Audácia e deve descobrir o mistério por trás dos divergentes, enquanto esconde essa sua verdadeira natureza, vivendo constantemente sob o perigo de ser morta caso for descoberta pelas autoridades.

## Personagens principais
- Beatrice "Tris" Prior
- Tobias "Four" Eaton
- Caleb Prior
- Marcus Eaton
- Jeanine Matthews
- Christina
- Tori Wu
- Eric
- Peter
- Edward

Abnegação
- Natalie Prior
- Andrew Prior
- Susan Black
- Mr. Black
- Erin
- Tessa

Erudição
- Cara
- Fernando

Audácia
- Will
- Al
- Uriah Pedrad
- Marlene
- Lynn
- Max
- Lauren
- Zeke Pedrad
- Shauna
- George Wu
- Amar
- Harrison
- Bud
- Gabe
- Rita

Franqueza
- Jack Kang
- James Tucker

Amizade
- Robert Black
- Johanna Reyes

Sem facção
- Evelyn Johnson-Eaton
- Molly Atwood
- Drew
- Myra
- Edward

Departamento de Auxílio Genético
- David
- Matthew
- Nita
- Zoe
- Amah
- George Wu

## Recepção crítica
A trilogia recebeu críticas na sua maioria positivas. Os críticos elogiaram Divergente pela sua "trama" e "ação". Insurgente foi elogiado pela sua "escrita" e "ritmo". Outro crítico disse que, "Ninguém pode argumentar que não é um Divergente divertimento, ponta-de-leitura seu assento. É fácil ficar submerso em, sem esforço para permanecer engajados, e impossível não apreciar até um pouco menor. " Convergente foi elogiado por ser" emocionante" e para a história de amor, mas foi criticado pelo seu final e prosa.

## Adaptação cinematográfica
A Summit Entertainment comprou os direitos da trilogia Divergente por US$ 5,5 milhões. Neil Burger foi escolhido como diretor, e o elenco terá Shailene Woodley como a protagonista Tris Prior; Kate Winslet como Jeanine Matthews; Theo James como Quatro/Tobias; Maggie Q como Tori; Ansel Elgort como Caleb Prior; Zoë Kravitz como Christina e Jai Courtney como Eric. As gravações aconteceram em abril de 2013 na cidade de Chicago, onde a trama se passa, e o lançamento do filme, no Brasil, foi realizado 17 de abril de 2014.